# Legió Espanyola
La Legió Espanyola (oficialment en castellà Legión Española, i coneguda popularment com «La Legión») és una força militar dirigida i creada el 1920 per José Millán-Astray, enquadrada dins de les forces lleugeres de l'Exèrcit de Terra espanyol. Actualment consta dels terços «Gran Capitán», 1r de la Legió, «Duque de Alba», 2n de la Legió, i de la brigada de la Legió «Rey Alfonso XIII», composta al seu torn pels terços «Don Juan de Austria», 3r de la Legió, «Alejandro Farnesio», 4t de la Legió, més altres unitats de maniobra i de suport logístic. La Legió i la BRIPAC són les unitats d'elit per excel·lència de l'Exèrcit de Terra espanyol.
La Legió, o «Terç d'Estrangers» (Tercio de Extranjeros en castellà) com es va denominar en el seu origen, va ser resultat de l'esforç personal del llavors comandant d'infanteria José Millán-Astray. El resultat desfavorable a les armes espanyoles a les guerres colonials del nord d'Àfrica creava més disturbis al país. Millán-Astray va arribar a la conclusió que Espanya necessitava un cos de soldats professionals, no de reemplaçament, amb una moral i esperit de cos que fossin equiparables als de la Legió Estrangera Francesa. La Legió és la culminació d'aquest projecte personal.
Després de la seva intervenció al Marroc i en la repressió d'alçaments populars com la Revolució d'Astúries de 1934, la Legió va participar al costat del bàndol revoltat en la Guerra Civil Espanyola i a la Guerra d'Ifni (Sàhara).
A partir d'una important reestructuració en els anys 1990, ha cobert des de llavors diverses missions internacionals de manteniment de la pau en diferents zones del món com Bòsnia, Albània, Kosovo, Macedònia, l'Iraq, Afganistan, el Congo i el Líban.
Té com a himnes La canción del legionario, amb música de Modesto Romero i lletra de Emilio Guillém Pedemonti i El novio de la muerte, amb música de Joan Costa i lletra de Fidel Prado.

## Història
El gener de 2018 posà en marxa un pla per a combatre l'obesitat d'alguns dels seus membres.

## Ideari
L'ideari de la Legió es fonamenta en el Credo Legionario, un llista de 12 preceptes redactada pel seu fundador José Millán-Astray y Terreros:
| « | 1. L'esperit del legionari: Es únic i inigualable, de cec i ferotge abrivament de buscar sempre retallar la distància amb l'enemic i arribar a la baioneta. 2. L'esperit de companyerisme: Amb el sagrat jurament de no abandonar mai a un home en el terreny, fins a morir tots. 3. L'esperit d'amistat: De jurament entre cada dos homes. 4. L'esperit d'unió i socors: A la veu de «¡A mí La Legión!», sigui on sigui, hi acudirà tothom i, amb raó o sense, defensaran al legionari que demani socors. 5. L'esperit de marxa: Mai un legionari dirà que està cansat, fins a caure exhaust. Serà el cos més veloç i resistent. 6. L'esperit de patiment i duresa: No hi haurà queixes de fatiga, ni de dolor, ni de gana, ni de set, ni de son; es faran totes les feines, es cavarà, s'arrossegaran canons, carros; s'estarà destacat, es faran convois, es treballarà en el que s'ordeni. 7. L'esperit d'acudir al foc: La Legió, des de l'home sol fins a la Legió sencera, acudirà sempre on senti foc, de dia, de nit, sempre, sempre, encara que no tingui ordre de fer-ho. 8. L'esperit de disciplina: Complirà amb el seu deure, obeirà fins a la mort. 9. L'esperit de combat: La Legió demanarà sempre, sempre, combatre, sense torns, sense comptar els dies, ni els mesos, ni els anys. 10. L'esperit de la mort: Morir en el combat és el major honor. Només es mor una vegada. La mort arriba sense dolor i morir no és tan horrible com sembla. El més horrible és viure sent un covard. 11. La bandera de la legió: La bandera de La Legió serà la més gloriosa, perquè està tenyida de la sang dels seus legionaris. 12. Tots els homes legionaris són braus: Tots els homes legionaris són braus, cada nació té fama de bravesa; aquí cal demostrar quin poble és el més valent. | » |

## Unitats

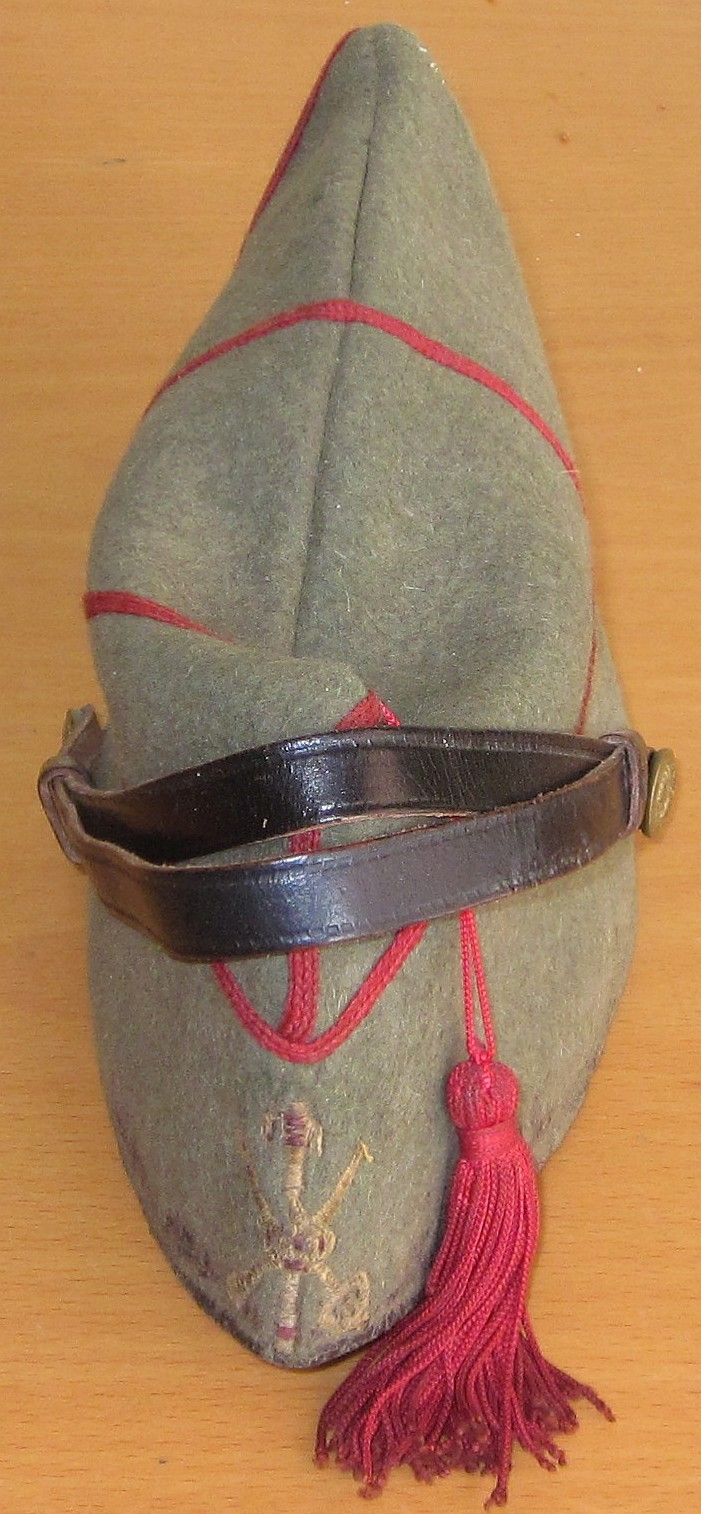
Lligadura tradicional de la Legió, fins a 2011, anomenada chapirí, amb la característica borla vermella. c. 1990.

### Terç «Gran Capitán», 1r de La Legió
Amb seu a Melilla (aquarterament «Millán Astray»), el Terç «Gran Capitán» porta el seu nom en honor de Gonzalo Fernández de Córdoba, i està compost per:
- I Bandera de La Legió «España», infanteria lleugera cuirassada (BMR).
- II Bandera (dissolta el 2009).[4]
- III Bandera (dissolta el 1985 pel pla Meta).
- Companyia de Defensa Anticarro (DCC), dissolta i restaurada recentment de nou com una companyia independent de la I Bandera.

### Terç «Duque de Alba», 2n de La Legió
Amb seu a Ceuta (aquarteraments «Serrallo» i «García Aldave»), el Terç «Duque de Alba» (anomenat així en honor de Fernando Álvarez de Toledo y Pimentel, III Duc d'Alba) consta de les següents unitats:
- IV Bandera de la Legió «Cristo de Lepanto» (el 2007 es va dissoldre l'antiga V Bandera, i anteriorment la VI l'any 1985).[6]
- 1 Companyia de Defensa Anticarro.

### Terç «Don Juan de Austria», 3r de La Legió
Amb seu a Viator (Almeria), aquarterament «Álvarez de Sotomayor».
- VII Bandera de La Legió «Valenzuela».
- VIII Bandera de La Legió «Colón».

Unitats Agrupades a la Brigada "Rey Alfonso XIII"
- Grup d'Artilleria de Campanya II de La Legió, Viator.
- Bandera de Sapadors 2a de La Legió (antigua unitat de sapadors, constituïda a efectes d'1 de gener de 2010 en bandera), Viator.
- Grup Logístic II de La Legió, Viator.
- Bandera de Quarter General, Viator.
- Companyia de Transmissions 2 de La Legió, Viator.

### Terç «Alejandro Farnesio», 4t de La Legió
Amb seu a Ronda (Málaga), Aquarterament "General Gabeiras".
- X Bandera de La Legió «Millán Astray».
- Grup de Cavalleria de Reconeixement "Reyes Católicos" II de la Legió, Ronda.

## Galeria d'imatges

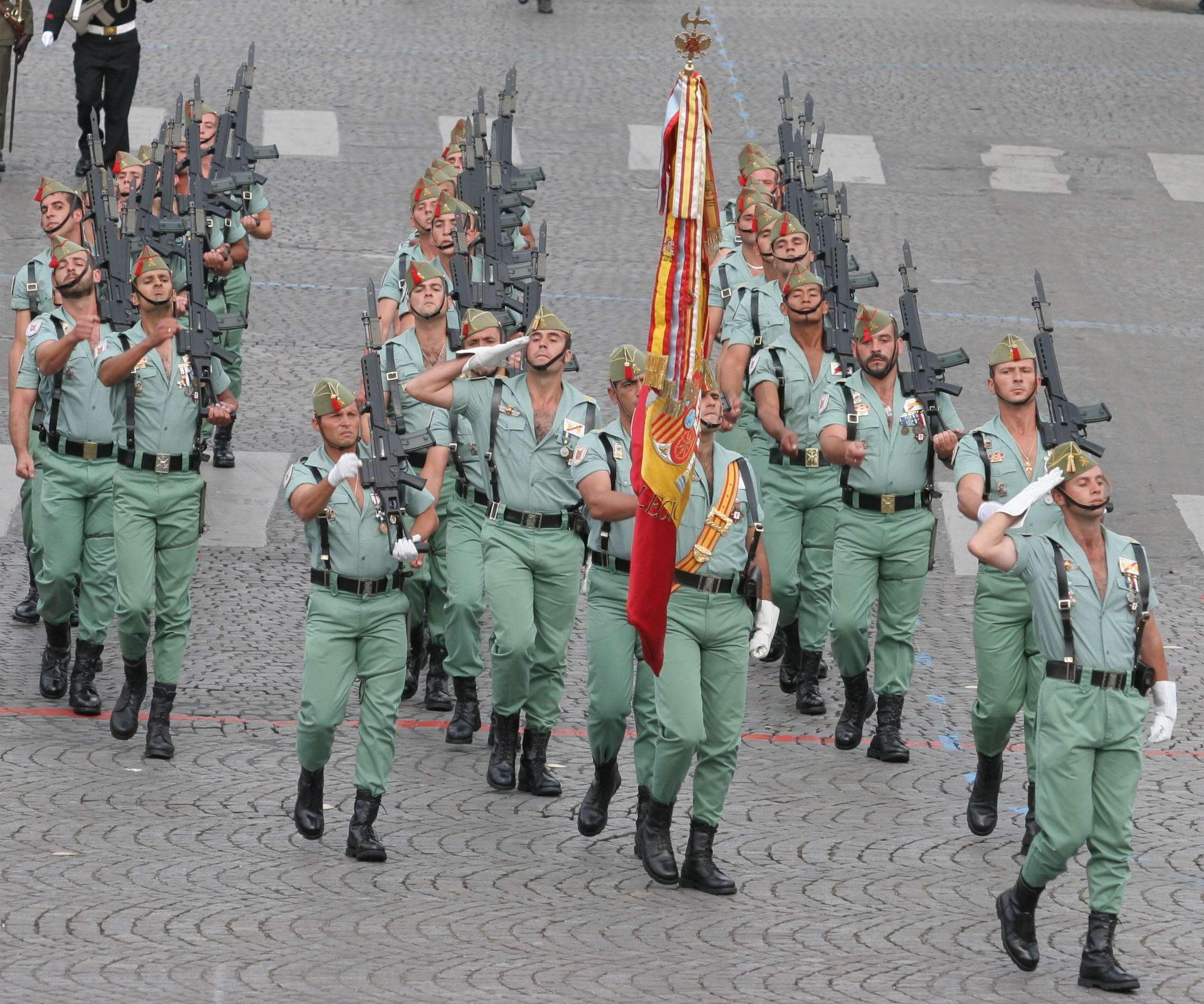
La 7a Bandera Valenzuela del Terç «Don Juan de Austria» de la BRILEG a la desfilada del 14 de juliol de 2007 a l'Avinguda dels Camps Elisis de París
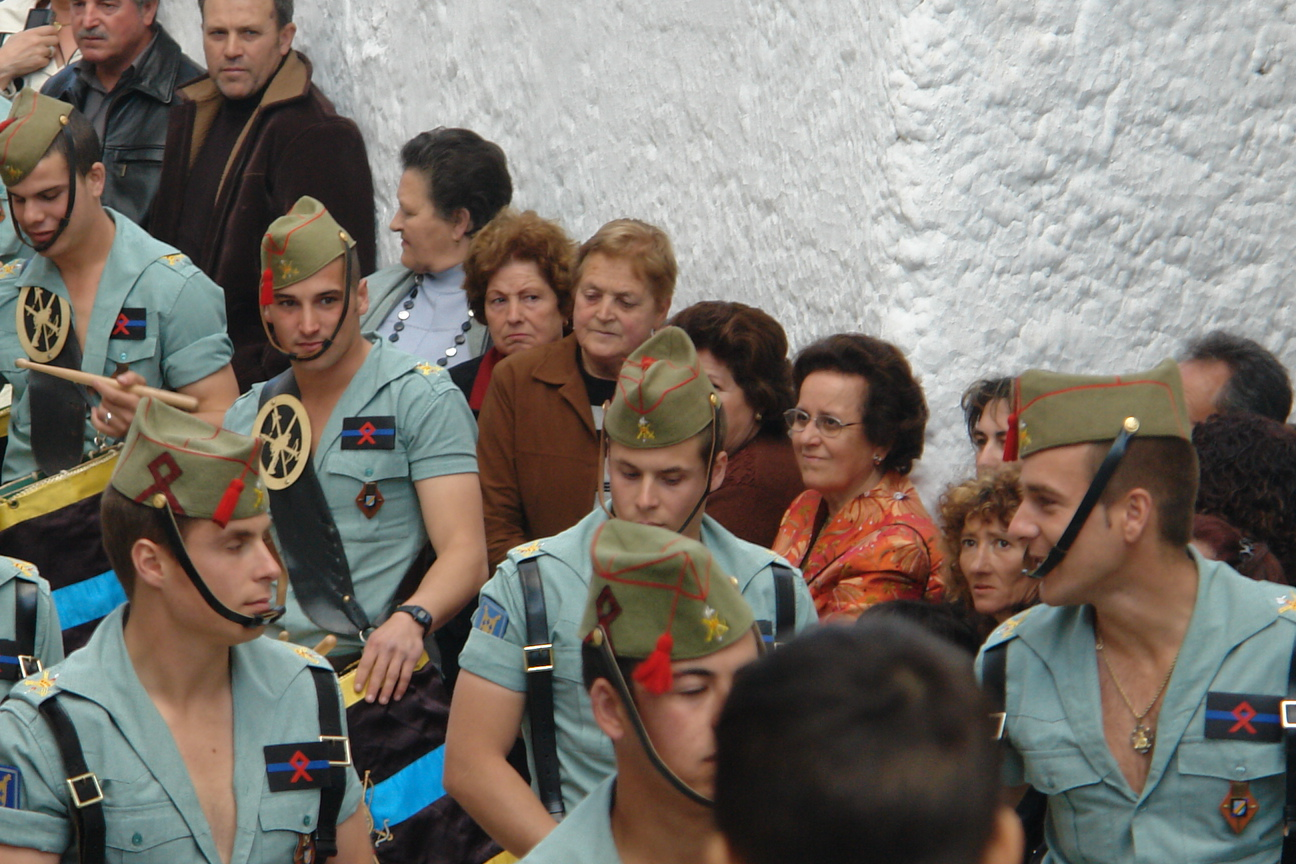
Legionaris del Terç «Alejandro Farnesio», 4t de La Legió, a Alquife (Granada).
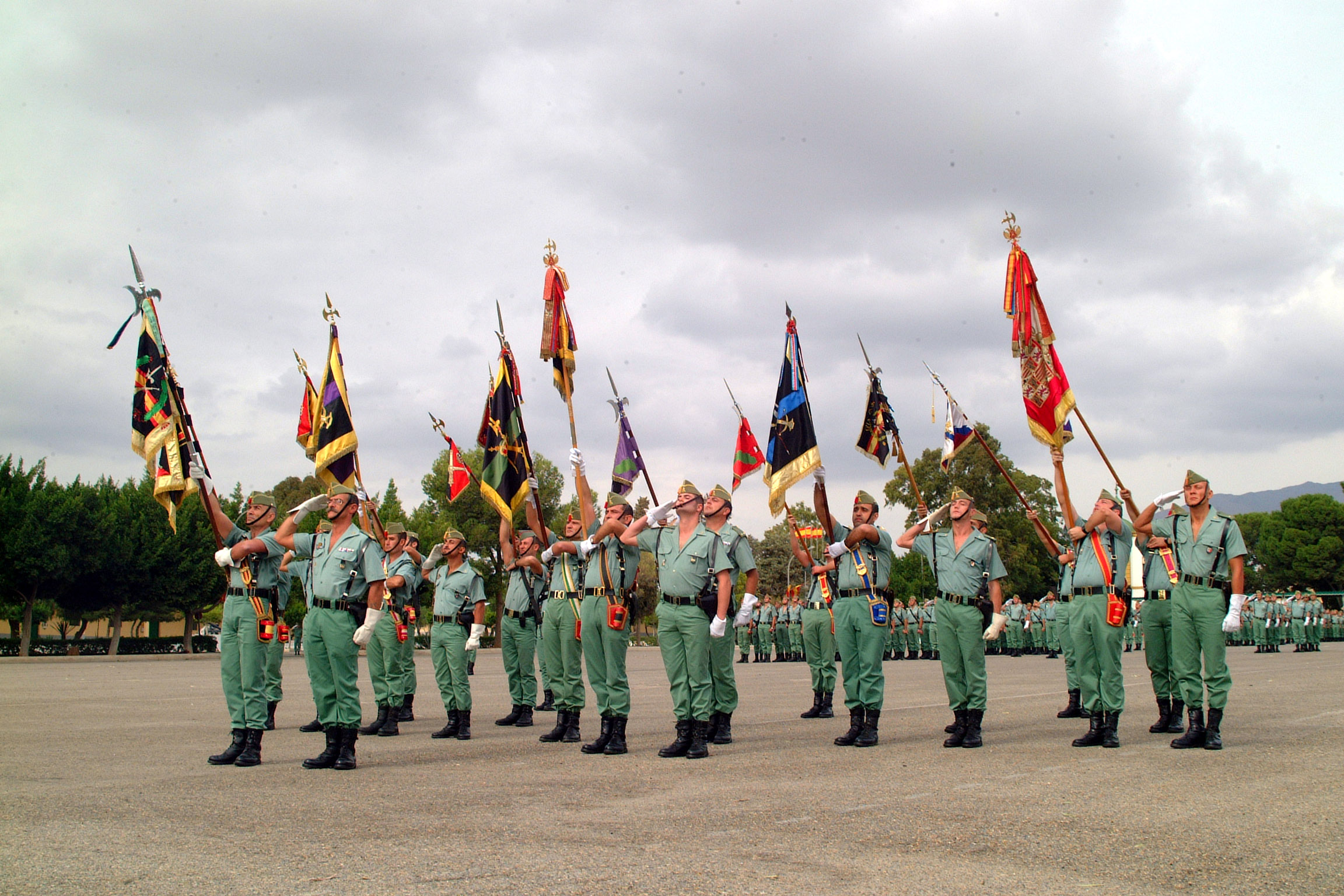
Estendards de la Legió exhibits durant una desfilada.